# Bayram Tutumlu
Bayram Tutumlu, (Ankara, Turquia, 1970) és un agent de futbol turc. És originari de Zincirlikuyu, Konya i és conegut amb el sobrenom d'El Turco.
Tutumlu és el setè germà d'una família d'origen kurd amb vuit fills. És el pare del pilot de carreres Isaac Tutumlu.
Va estudiar al College d'Ankara, i als 14 anys va marxar a Suïssa per continuar els seus estudis, on es va llicenciar en economia, psicologia i periodisme a la Universitat de Lausana. Va iniciar la seva carrera com a agent esportiu gestionant alguns jugadors del Futbol Club Barcelona, entre els quals destacà Michael Laudrup, Gica Hagi i Popescu. El 1984 es va casar amb la filla d'una adinerada família espanyola i va tenir un fill el juliol de 1985 (Isaac).
Va començar a treballar com a agent futbolístic. El 1993 Laudrup li va demanar que fos el seu agent. No tenia una bona relació amb Johann Cruyff, i Tutumlu va gestionar el canvi d'equip de Laudrup pel Reial Madrid, fet que el va fer famós a Espanya. Va arribar a ser l'agent de Diego Armando Maradona. Des de llavors ha gestionat i representat a diversos jugadors vinculats amb el Barcelona, com Xavi, entre d'altres.
Tutumlu va mantenir relacions amb el Barça durant els anys següents, tot ampliant els seus vincles amb el futbol espanyol. A finals de tardor del 2007, intenta comprar el Llevant, sense èxit.
El 2009 va denunciar Joan Laporta per impagament d'unes comissions d'uns negocis fets amb empreses de l'Uzbekistan, propietat de Miradil Djalalov, director de Zeromax i del Bunyodkor. El judici es va realitzar el 2011 però finalment la demanda va ser desestimada.
El 2014 va formar part de la polèmica del comiat de Michael Laudrup del Swansea. El club va argumentar que el va acomiadar per les comissions que hauria cobrat Tutumlu, superiors als quatre milions d'euros, relacionades amb fitxatges realitzats per Laudrup. Posteriorment Tutumlu va intentar una operació similar a Roma, que no va acabar de funcionar.